# Hodenpijl
Hodenpijl is een Nederlandse buurtschap (voormalig dorp) en voormalige gemeente in de provincie Zuid-Holland, tussen Schipluiden en Den Hoorn.

## Geschiedenis
Hodenpijl was een kleine ambachtsheerlijkheid van circa 430 hectare gelegen tussen de Monsterwatering, Tanthofkade en de Woudseweg. De Gaag liep dwars door het grondgebied. Het ambacht omvatte een deel van de Hodenpijlse polder, de Hooipolder en een deel van de Kerkpolder. Het 13e-eeuwse kasteel Hodenpijl stond aan de Voddijk en was via een laan verbonden met de Oostgaag. Tijdens de Hoekse en Kabeljauwse twisten in 1351 en 1393 is het met de grond gelijk gemaakt en nooit meer herbouwd. In 1795 werd Hodenpijl, met het opheffen van de ambachten, een gemeente. In 1855 werd deze gemeente, samen met Sint Maartensregt toegevoegd aan de gemeente Schipluiden. Op 1 januari 2014 fuseerde deze gemeente met Maasland tot de gemeente Midden-Delfland.

## Bezienswaardigheden
In Hodenpijl zijn enkele bijzondere gebouwen te zien, waaronder de voormalige buitenplaats Hodenpijl (gebouwd omstreeks 1702) en de voormalige RK kerk.

## De voormalige kerk van Hodenpijl

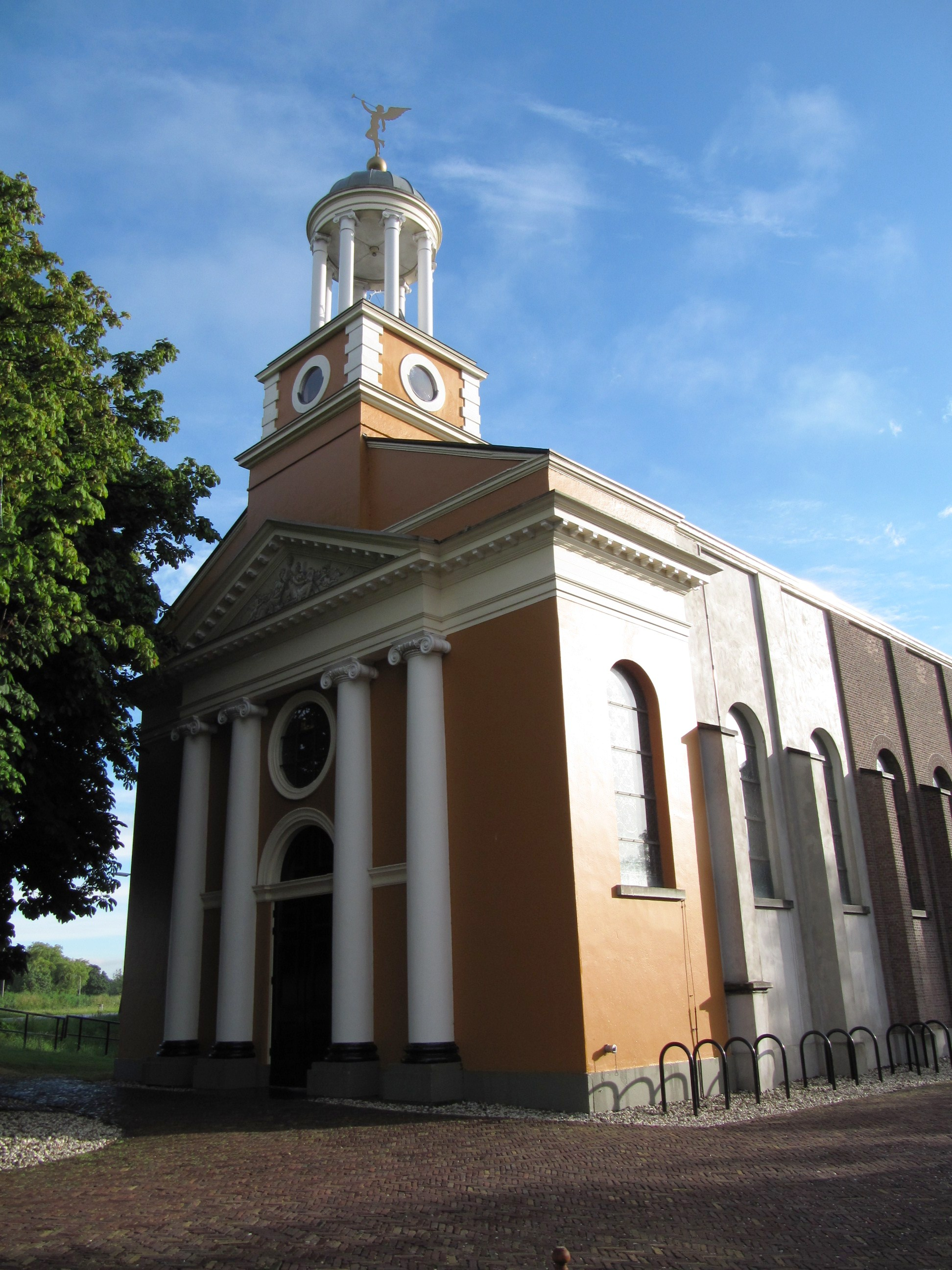
Voormalige kerk

De voormalige kerk van Hodenpijl, een zogenaamde waterstaatskerk, ontworpen door Arend Roodenburg en zijn leerling G.R. Pelletier werd gebouwd van 1839 tot 1840 en deed dienst als kerk tot 1963. De kerk deed vervolgens dienst als uitgeverij en als magazijn van een groothandel in apotheek- en laboratoriumbenodigdheden. In de 21e eeuw is er een activiteitencentrum (met onder meer bijeenkomsten en concerten) en een café-restaurant met lokale producten gevestigd. Achter het gebouw vindt men de R.K. begraafplaats van de St. Jacobusparochie van Schipluiden met een monumentaal priestergraf. Naast de kerk bevindt zich de pastorie uit 1872.
Dorpen: Den Hoorn · Maasland · Schipluiden · 't Woudt

Buurtschappen: Gaag-Maasland · Gaag-Schipluiden · Hodenpijl · De Kapel · Lierhand · Ter Lucht · Negenhuizen · De Zweth

Zuid-Holland: Steden en dorpen      Nederland: Provincies · Gemeenten